# Autrey-le-Vay
Autrey-le-Vay là một xã thuộc tỉnh Haute-Saône trong vùng Bourgogne-Franche-Comté phía đông nước Pháp.